# Lucas Vila

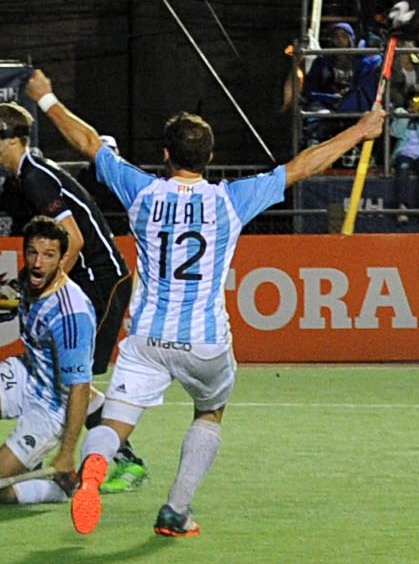
Lucas Vila (2015)

Lucas Martín Vila (* 23. August 1986 in Buenos Aires) ist ein argentinischer Hockeyspieler. 2016 war er mit der argentinischen Nationalmannschaft Olympiasieger und 2014 war er Weltmeisterschaftsdritter.

## Sportliche Karriere
Vila belegte mit der argentinischen Mannschaft 2006 den zehnten Platz bei der Weltmeisterschaft in Mönchengladbach. 2007 bei den Panamerikanischen Spielen in Rio de Janeiro gewannen die Argentinier die Silbermedaille hinter der kanadischen Mannschaft. 2008 konnten sich die Argentinier nicht für die Olympischen Spiele in Peking qualifizieren, im entscheidenden Turnier belegten sie den zweiten Platz hinter den Neuseeländern.
Bei der Weltmeisterschaft 2010 in Neu-Delhi erreichten die Argentinier den siebten Platz. Im Jahr darauf bezwangen die Argentinier die kanadische Mannschaft im Finale der Panamerikanischen Spiele in Guadalajara. 2012 belegten die Argentinier den zehnten Platz bei den Olympischen Spielen in London.
2013 siegten die Argentinier bei den Südamerikameisterschaften, Lucas Vila war mit 15 Treffern erfolgreichster Torschütze des Turniers. Bei der Weltmeisterschaft 2014 in Den Haag belegten die Argentinier in ihrer Vorrundengruppe den zweiten Platz hinter den Niederländern. Nach einer Halbfinalniederlage gegen die Australier gewannen die Argentinier das Spiel um die Bronzemedaille gegen die englische Mannschaft durch zwei Tore von Matías Paredes mit 2:0. 2015 gewannen die Argentinier im Finale der Panamerikanischen Spiele in Toronto gegen die Kanadier mit 3:0. Lucas Vila war mit neun Treffern zweitbester Torschütze des Turniers hinter seinem Mannschaftskameraden Gonzalo Peillat. Während Peillat 13 seiner 14 Tore aus Strafecken erzielte, traf Vila neunmal aus dem Feld.
Bis 2016 hatten die argentinischen Damen bei Olympischen Spielen zwei Silber- und zwei Bronzemedaillen gewonnen, die beste Platzierung der Herren war bei neun Teilnahmen der achte Platz 1988 und 2000. Bei den Olympischen Spielen in Rio de Janeiro belegten die Argentinier in ihrer Vorrundengruppe den dritten Platz hinter den Niederländern und den Deutschen. Im Viertelfinale bezwangen sie die spanische Mannschaft mit 2:1 und im Halbfinale besiegten sie die Deutschen mit 5:2. Im Finale gegen die belgische Mannschaft siegten die Argentinier mit 4:2 und waren damit Olympiasieger. Lucas Vila war mit vier Treffern zweitbester Torschütze seiner Mannschaft hinter Gonzalo Peillat.
Ende 2018 belegten die Argentinier bei der Weltmeisterschaft in Bhubaneswar den siebten Platz. Bei den Panamerikanischen Spielen 2019 in Lima trafen die Argentinier im Finale einmal mehr auf die Kanadier und gewannen zum dritten Mal in Folge den Titel. Bei den Olympischen Spielen in Tokio schied die argentinische Mannschaft im Viertelfinale mit 1:3 gegen die Deutschen aus.
Insgesamt bestritt Lucas Vila über 250 Länderspiele für Argentinien. Seine älteren Brüder Matias Vila und Rodrigo Vila spielten ebenfalls für Argentinien bei Olympischen Spielen. Alle drei spielten beim Verein Banco Provincia in Vicente López. In der Olympiasiegermannschaft von 2016 standen mit Juan Manuel Vivaldi, Lucas Rossi und Juan Martín López neben Lucas Vila drei weitere Spieler des Vereins.